# John Colborne
Pour les articles homonymes, voir Seaton.
John Colborne, 1er baron Seaton (16 février 1778 - 17 avril 1863) est un militaire et administrateur colonial britannique. Outre sa brillante carrière militaire, il est gouverneur de Guernesey, lieutenant-gouverneur du Haut-Canada et administrateur du Bas-Canada en 1837-38 et de nouveau en 1838-39, période durant laquelle il est chargé de réprimer la rébellion des Patriotes. Il est surnommé « le vieux brûlot » au Bas-Canada pour ses pratiques guerrières sans merci.

## Biographie
John Colborne est né à Lyndhurst, dans le Hampshire, en Grande-Bretagne et, à treize ans, il est déjà orphelin. Attiré par la vie militaire, il s'engage dans l'armée en 1794, débutant comme enseigne au 20e Régiment. Il monte lentement et régulièrement en grade, s'élevant jusqu'à celui de field-maréchal à la fin de sa vie.
Il participe activement aux campagnes britanniques contre la France napoléonienne, servant comme capitaine en Égypte, à Malte et en Sicile. Durant la guerre d'Espagne, il est sous les ordres du général Wellington, qui devient son protecteur dans les années suivantes. Blessé gravement en 1812, il perd l'usage de l'un de ses bras, mais il retourne dans l'armée active en 1813. En janvier 1815, il reçoit la médaille de chevalier commandeur de l'Ordre du Bain.
Le 18 juin 1815, il connaît son heure de gloire à la bataille de Waterloo lorsqu'il commande les troupes qu'il lance contre la Garde impériale en déroute. Certains de ses admirateurs prétendent qu'il est l'artisan de la défaite de Napoléon ce jour-là.

### À Guernesey et au Haut-Canada
Sitôt la paix installée en Europe, le gouvernement britannique commence à lui confier la responsabilité de l'administration de certaines de ses colonies. De 1821 à 1828, il est lieutenant-gouverneur de l'île de Guernesey, tâche qu'il remplit de façon efficace. Il fait prolonger le réseau routier de l'île et y fait construire la première fonderie. Il crée des quais et des marchés publics. Lorsqu'il quitte ses fonctions, les habitants du territoire ne peuvent que se féliciter de son administration.
Le 14 août 1828, Londres le nomme au poste de lieutenant-gouverneur du Haut-Canada (l'Ontario actuel). Sa tâche est ici plus difficile, les hommes politiques réformistes de l'endroit (William Lyon Mackenzie, Francis Collins) étant en constante opposition avec le Family Compact, le groupe de conservateurs s'opposant à un accroissement des pouvoirs de la Chambre législative de l'endroit.
L'esprit conservateur de Colborne l'inciterait à sympathiser avec le Family Compact, mais il se méfie de ce regroupement et la prudence le fait louvoyer entre les deux partis.

### L'insurrection de 1837
En 1836, Londres nomme Colborne commandant en chef des armées britanniques des deux Canadas sous les ordres du gouverneur général,Gosford. Colborne entre alors dans la période la plus controversée de sa carrière, qui avait été maintenant sans tache. Il arrive à Québec en juin 1837, peu après le vote, à Londres, des résolutions Russell, limitant fortement les pouvoirs de la Chambre d'assemblée du Bas-Canada, dominée par le Parti patriote de Louis-Joseph Papineau.
Plusieurs partisans de Papineau ne croient plus qu'en la résistance et même en l'insurrection armée pour faire valoir leurs droits. Au début, Colborne estime peu probable la possibilité d'une rébellion. Il doit cependant se rendre à l'évidence en novembre, lors de la création de comités de résistance par les patriotes et de l'assemblée générale de Saint-Charles-sur-Richelieu appelant à l'insurrection générale. Il met alors la milice sur pied de guerre et enrôle de nouvelles troupes.
Il laisse ses subordonnés mener les opérations dans la vallée du Richelieu mais prend lui-même le commandement des troupes devant mater les insurgés du comté des Deux-Montagnes. Le 14 décembre, il encercle le village de Saint-Eustache et fait bombarder l'église et les maisons environnantes avant de donner l'assaut. Cent-vingt patriotes sont faits prisonniers et quarante tués dont l'un de ses chefs, Jean-Olivier Chénier.
Deux jours plus tard, il est à Saint-Benoît et met le feu au village malgré l'absence de résistance. Sainte-Scholastique et Saint-Hermas sont également incendiés et pillés. Pour les Québécois francophones, Colborne devient vite « le vieux brûlot ». Plus tard, l'ancien gouverneur se défendra en déclarant que des francophones opposés aux insurgés ont mis le feu au village de Saint-Benoît.

### L'insurrection de 1838
En février 1838, Gosford donne sa démission, et Colborne le remplace à titre intérimaire. Le 27 février, il annonce que la loi martiale sera maintenue. Un mois plus tard, il suspend la Constitution de 1791 et crée un Conseil spécial, composé de onze anglophones et de onze francophones, pour adopter des ordonnances qui auront force de loi et  remplacer l'Assemblée législative, maintenant dissoute.
En mai, Durham le remplace comme gouverneur en titre mais ne reste que quelques mois, le temps de rédiger son rapport préconisant l'union des deux Canadas. Colborne s'oppose à ce projet, qui, selon lui, encouragerait de graves troubles dans les deux Canadas.
À l'automne, il redevient donc gouverneur, toujours à titre intérimaire. Il instaure alors un gouvernement semi-militaire et s'occupe d'écraser la seconde insurrection. Il fait brûler plusieurs fermes susceptibles d'abriter des rebelles, notamment à La Prairie et Napierville. Il fait arrêter 1 000 personnes et en fait exiler 58. Douze Patriotes sont exécutés, dont le plus connu est Marie-Thomas Chevalier de Lorimier. Par la force et la terreur, Colborne a réussi à mater la seconde insurrection.

### Fin de carrière
En octobre 1839, Colborne quitte Québec et est remplacé par Charles Edward Poulett Thomson, le futur Lord Sydenham, qui, comme Durham, préconise l'union des deux Canadas. Colborne s'oppose toujours à ce projet, mais son intérêt devient moins évident avec les années.
En 1849, le Parlement du Canada vote des indemnités aux gens dont les propriétés ont été pillées et rasées par Colborne. En réaction, le journal The Gazette fomente parmi les marchands anglophones une émeute, qui fait  bientôt incendier  l'édifice du Parlement, à Montréal.
Colborne est récompensé pour ses services rendus. Il reçoit une pension annuelle de 2 000 livres sterling et est élevé à la pairie avec le titre de baron Seaton. De 1843 à 1849, il est haut-commissaire des îles Ioniennes. De 1855 à 1860, il est commandant des troupes britanniques en Irlande. Il devient général en 1854 et maréchal en 1860. Il meurt à Torquay en 1863.